# 55844 Bičák
55844 Bičák è un asteroide della fascia principale. Scoperto nel 1996, presenta un'orbita caratterizzata da un semiasse maggiore pari a 1,9249802 au e da un'eccentricità di 0,0527729, inclinata di 18,36584° rispetto all'eclittica.
L'asteroide è dedicato al fisico ceco Jiří Bičák.